# Emily Howland
Emily Howland (Cayuga County, New York, 20 november 1827 – aldaar, 29 juni 1929) was een Amerikaanse filantroop en docente. Howland stond vooral bekend om haar activiteiten en belangstelling voor de opleiding van Afro-Amerikanen. Ze was tevens een belangrijke voorstander van vrouwenrechten en de matigingsbeweging. Howland financierde persoonlijk de opleiding van veel donkere studenten en droeg bij aan instellingen zoals het Tuskegee Institute.

## Jonge jaren en onderwijs
Emily Howland werd geboren in Sherwood, Cayuga County, New York, op 20 november 1827. Ze was de dochter van Slocum en Hannah Tallcot Howland, die een belangrijke plaats innamen binnen de Society of Friends. Haar broer, William Howland, diende in het 106e parlement (State legislature) van de staat New York. Ze werd opgeleid op een aantal kleine privéscholen in de gemeenschap en de Margaret Robinson School, een school van de Society of Friends in Philadelphia, Pennsylvania.

## Carrière
Howland was een groot voorstander van het abolitionisme en gaf van 1857 tot 1859 les aan de Normal School for Colored Girls (nu University of the District of Columbia) in Washington DC. Tijdens de burgeroorlog werkte ze voor het vluchtelingenkamp Camp Todd in Arlington, Virginia, waar ze bevrijde slaven leerde lezen en schrijven, en de zieken verzorgde tijdens een pokkenuitbraak. Uiteindelijk was ze van 1864-1866 directeur van het kamp.
In 1867 begon ze een gemeenschap, met de naam Arcadia, voor bevrijde mensen in Heathsville, Northumberland County, Virginia. Arcadia stond op 400 hectare grond, gekocht door haar vader. Op dit terrein bevond zich onder andere een school voor het onderwijs aan kinderen van bevrijde slaven, de Howland Chapel School. Howland bleef geïnteresseerd in het onderwijs van Afro-Amerikanen. Ze doneerde geld en materialen aan veel scholen die dit type onderwijs aanboden en bezocht en correspondeerde met de directeuren van deze scholen. Na het overlijden van haar vader in 1881 keerde ze terug naar Sherwood, New York. Ze erfde $50.000 (ongeveer $2 miljoen in de dollars van vandaag). Ze werd directeur van de Sherwood Select School, waar ze tot 1926 werkzaam was. Daarna werd het een openbare school en werd deze door de staat New York omgedoopt tot de Emily Howland Elementary School.
Howland was ook actief in de vrouwenkiesrecht-, vredes- en matigingsbewegingen en was lid van de Woman's Christian Temperance Union. In 1895 begon ze met het organiseren van lezingen voor vrouwenrechten en ontmoetingen met Susan B. Anthony en Elizabeth Cady Stanton. In 1878 gaf ze een toespraak voor het 30-jarige bestaan van de Seneca Falls-conventie voor vrouwenrechten en in 1894 gaf ze een toespraak aan het parlement van de staat New York. Toen de vrouwenkiesrechtbeweging zich in twee groepen splitste, de National Woman Suffrage Association en de American Woman Suffrage Association, koos Howland geen partij, maar woonde ze bijeenkomsten bij van beide groepen. In 1903 werd ze uitgenodigd om thee te komen drinken met koningin Victoria toen ze in Londen was voor een internationale vergadering over vrouwenkiesrecht. In 1904 sprak ze voor het Congres en in 1912 en 1913 woonde ze de parlementsverkiezingen in New York bij. Ook zou zij Ezra Cornell ervan hebben overtuigd dat hij als Quaker de Cornell University ook voor vrouwen toegankelijk moest maken.
In 1926 ontving ze als eerste vrouw een eretitel van de Universiteit van de staat New York. Ze was ook de auteur van een historische schets van de vroege Quaker-geschiedenis in Cayuga County, New York: Historical Sketch of Friends in Cayuga County.
Howland werd een van de eerste vrouwelijke directeuren van een nationale bank in de Verenigde Staten. Deze rol, bij de Eerste Nationale Bank van Aurora in 1890, vervulde ze tot haar dood op 101-jarige leeftijd.

## Nalatenschap

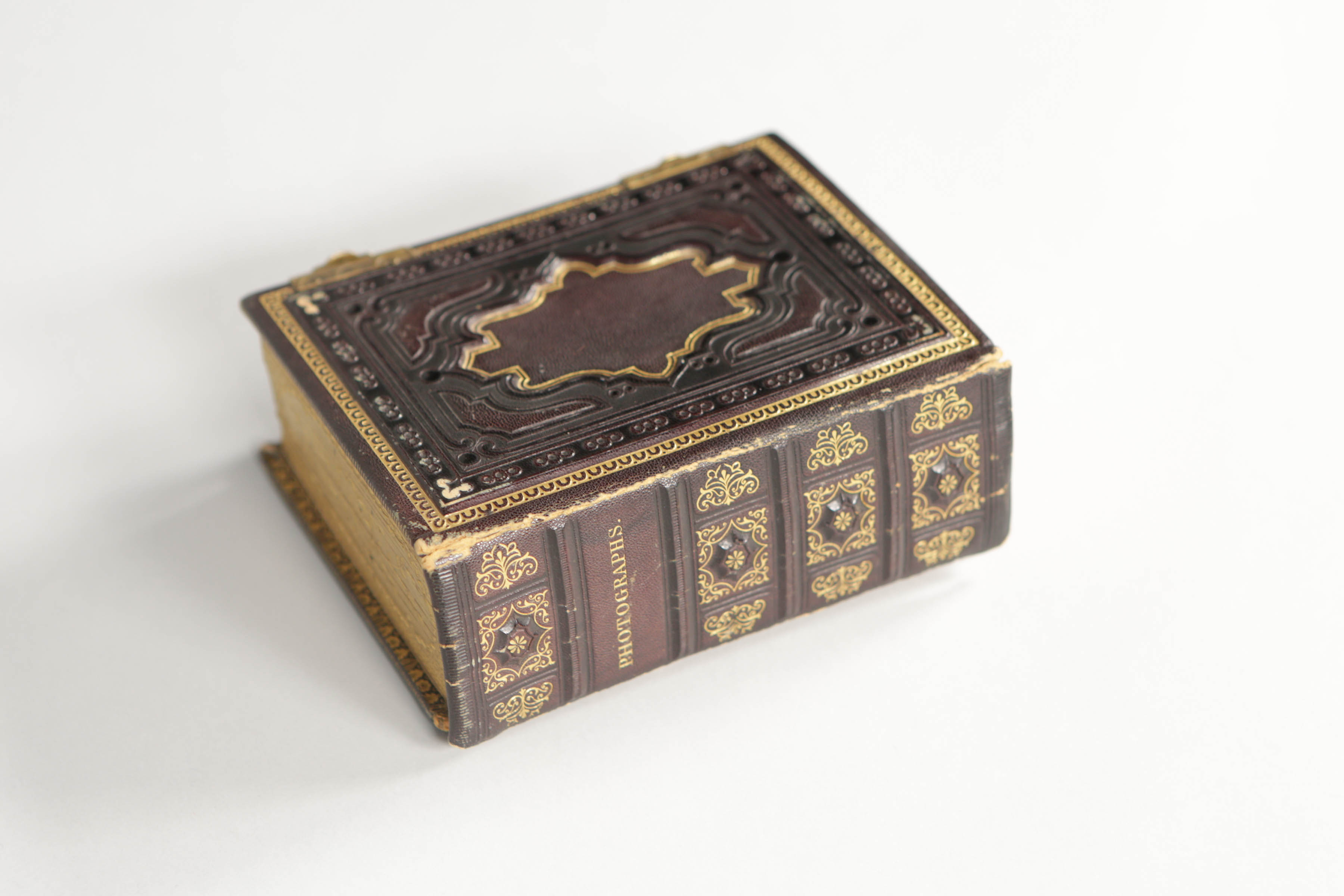
fotoalbum van Emily Howland

Haar papers worden beheerd door verschillende universiteiten, waaronder: Cornell University, Haverford College, en Swarthmore College. Een album met foto's van familie, vrienden en collega's, evenals foto's van belangrijke abolitionisten en beroemde figuren in de jaren 1860 en 1870, is gezamenlijk eigendom van het National Museum of African American History and Culture en de Library of Congress.